# Gary Anthony Williams

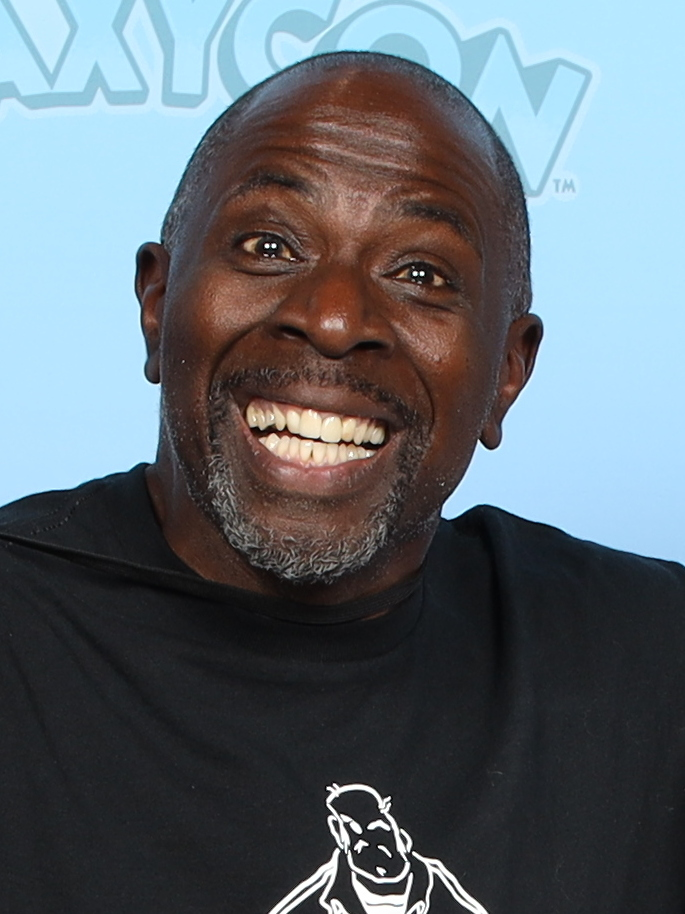
Gary Anthony Williams (2024)

Gary Anthony Williams (* 14. März 1966 in Atlanta, Georgia) ist ein US-amerikanischer Schauspieler, Drehbuchautor, Produzent und Regisseur.

## Leben
Gary Anthony Williams besuchte die High School und das Clayton State College in Fayetteville und arbeitete danach in Atlanta an mehreren Theatern und mit Theatergruppen.
Seine erste Fernsehrolle spielte er 1990 in der Serie In der Hitze der Nacht.
Von 2006 bis 2008 war er in der Serie Boston Legal als Clarence Bell, zuerst Mandant der Firma Crane, Pool & Schmidt, später Rechtsanwalt in der Firma, zu sehen.
Gary Anthony Williams ist verheiratet. Er lebt mit seiner Frau und seinem Sohn in der Umgebung von Los Angeles.

## Filmografie (Auswahl)
- 1990: In der Hitze der Nacht (In the Heat of the Night, Fernsehserie, eine Folge)
- 1997: Mitternacht im Garten von Gut und Böse (Midnight in the Garden of Good and Evil)
- 1998: X-Factor: Das Unfassbare (Beyond Belief: Fact or Fiction, Fernsehserie, 2 Folgen)
- 1996, 1999: Profiler (Fernsehserie, 2 Folgen)
- 1999: End of Days – Nacht ohne Morgen (End of Days)
- 2001: New York Cops – NYPD Blue (NYPD Blue, Fernsehserie, eine Folge, eine Folge)
- 2003: CSI: Den Tätern auf der Spur (CSI: Crime Scene Investigation, Fernsehserie, eine Folge)
- 2004: Die himmlische Joan (Joan of Arcadia, Fernsehserie, eine Folge)
- 2004: Harold & Kumar (Harold & Kumar Go to White Castle)
- 2004: Soul Plane
- 2005: Stroker & Hoop (Stroker and Hoop, Fernsehserie, 6 Folgen, Stimme)
- 2000–2006: Malcolm mittendrin (	Malcolm in the Middle, Fernsehserie, 18 Folgen)
- 2004, 2008: Reno 911! (Fernsehserie, 3 Folgen)
- 2006–2008: Boston Legal (Fernsehserie, 22 Folgen)
- 2010: How I Met Your Mother (Fernsehserie, eine Folge)
- 2011: Weeds – Kleine Deals unter Nachbarn (Weeds, Fernsehserie, 3 Folgen)
- 2012: The Factory
- 2012–2014: Raising Hope (Fernsehserie, 6 Folgen)
- 2013: Prakti.com (The Internship)
- 2013–2015: Rick and Morty (Fernsehserie, 4 Folgen, Stimme)
- 2015: Two and a Half Men (Fernsehserie, 1 Folge)
- 2016: Teenage Mutant Ninja Turtles: Out of the Shadows
- 2018–2023: The Neighborhood (Fernsehserie, 5 Folgen)
- 2019–2022: Bless the Harts  (Fernsehserie, 7 Folgen, Stimme)
- 2019: Mom (Fernsehserie, 1 Folge)
- 2021: The Crew (Fernsehserie, 10 Folgen)
- 2021: Spirit – Frei und ungezähmt (Spirit Untamed, Stimme)
- 2022: The Boys Presents: Diabolical (Fernsehserie, 1 Folge, Stimme)
- 2023: Night Court (Fernsehserie, 8 Folgen)